# キンシャチ
キンシャチ(金鯱、Echinocactus grusonii )は、サボテンの1種。

## 形態
高さは最大で1m以上に達し、寿命は最長で30年程度と推測されている。
鋭い棘は長く直線またはわずかに湾曲して黄色味を帯び、時には白色のものもある。
小さな黄色い花が、頂部の冠の付近に咲くが約20年以上経た個体のみが花をつける。
（各部位の画像を参照）

## 分布
野生の状態では著しく稀で、IUCNレッドリストの「絶滅寸前」（絶滅危惧IA類）に指定され、わずかにメキシコ中央部のイダルゴ州やケレタロ州に自生する。
本種は火山岩だらけの切り立った渓谷や高度1400m前後の環境で群生している。
その自生地も、'90年代のシマパンダム（Zimapán Dam）の建設によって大半が湖底に沈んだ。
また近年（21世紀になって）サカテカス州内で新たに別の自生地が発見された。乱獲から守るために詳細な分布図は公表していない。

## 分類学
タマサボテン属（Echinocactus ）に所属し、近隣の属:Ferocactus属（英語）に分類される約30の近似種と共に一般的にタマサボテン（球状のサボテン、英語圏では"barrel cactus"=樽型サボテン）の仲間と認識される。
本種が最初に記録されたのは1891年、ドイツのベルリンでサボテン栽培をしていた植物学者･園芸家の Heinrich Hildmann（スペイン語）（?-1895年）IPNI標準形式: Hildm によって紹介された。
和名「キンシャチ」の由来は当時の輸入元の中国名「金琥」の音読みからと推測されるが、これを裏付ける資料等は不明である。
地域によっては、一見同様に金色で樽状のParodia leninghausii が本種と混同される場合もあるがそれはブラジルとパラグアイが原産で、年を経た株ほど見分けは容易になる。

## 栽培
→ en:Echinocactus_grusonii#Cultivation 参照。

## ギャラリー

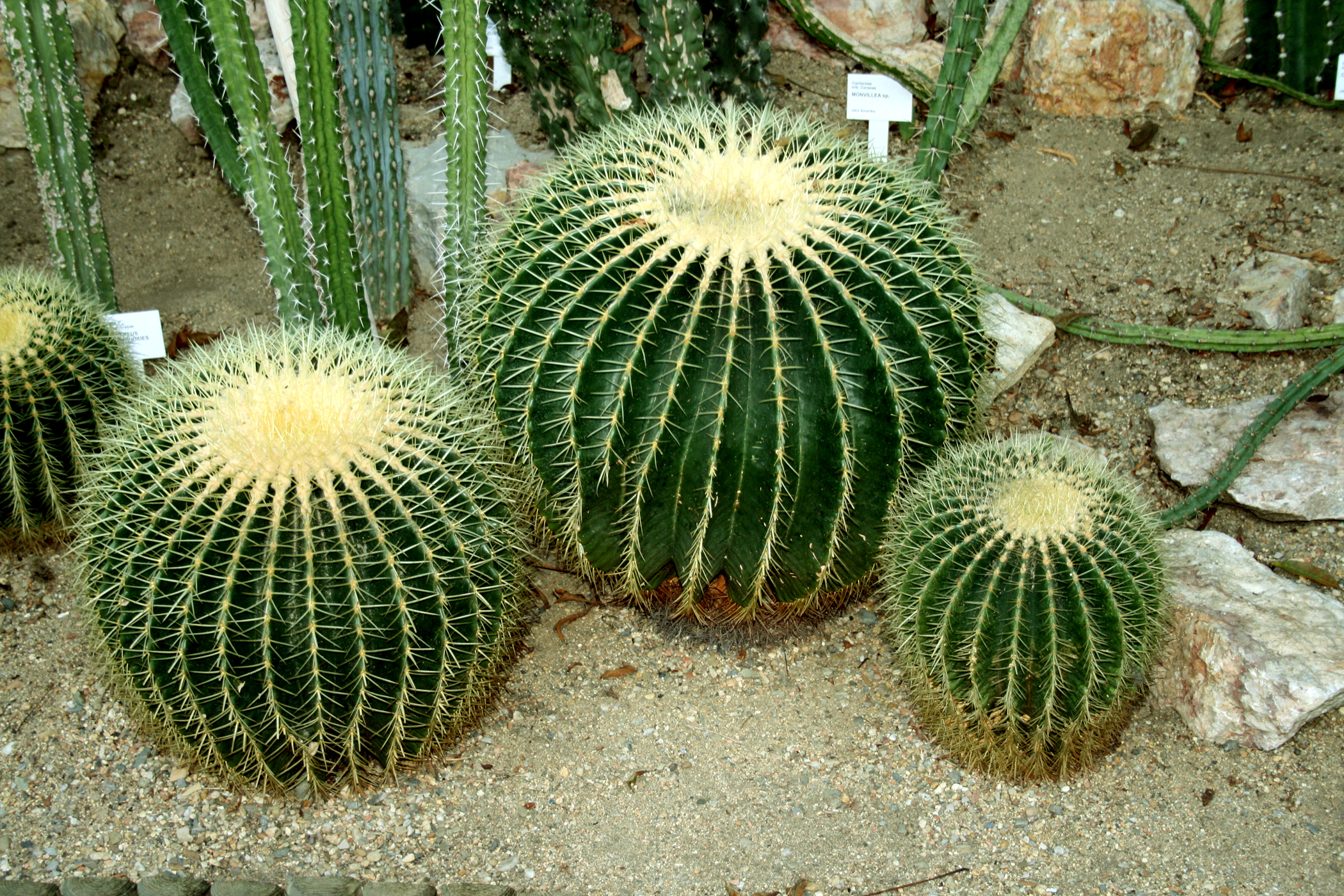
プラハ・カレル大学
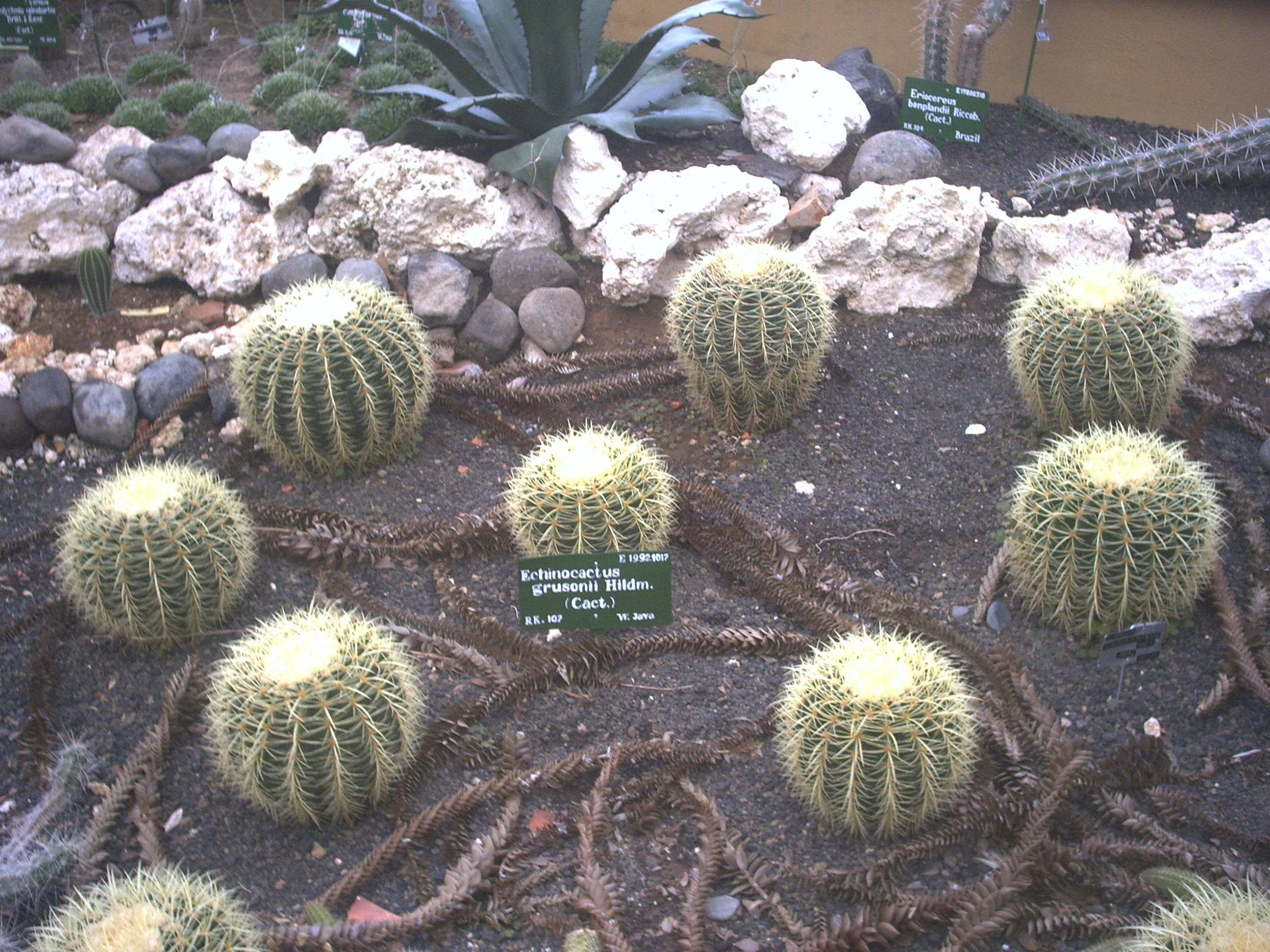
ブドゥグル植物園、バリ島
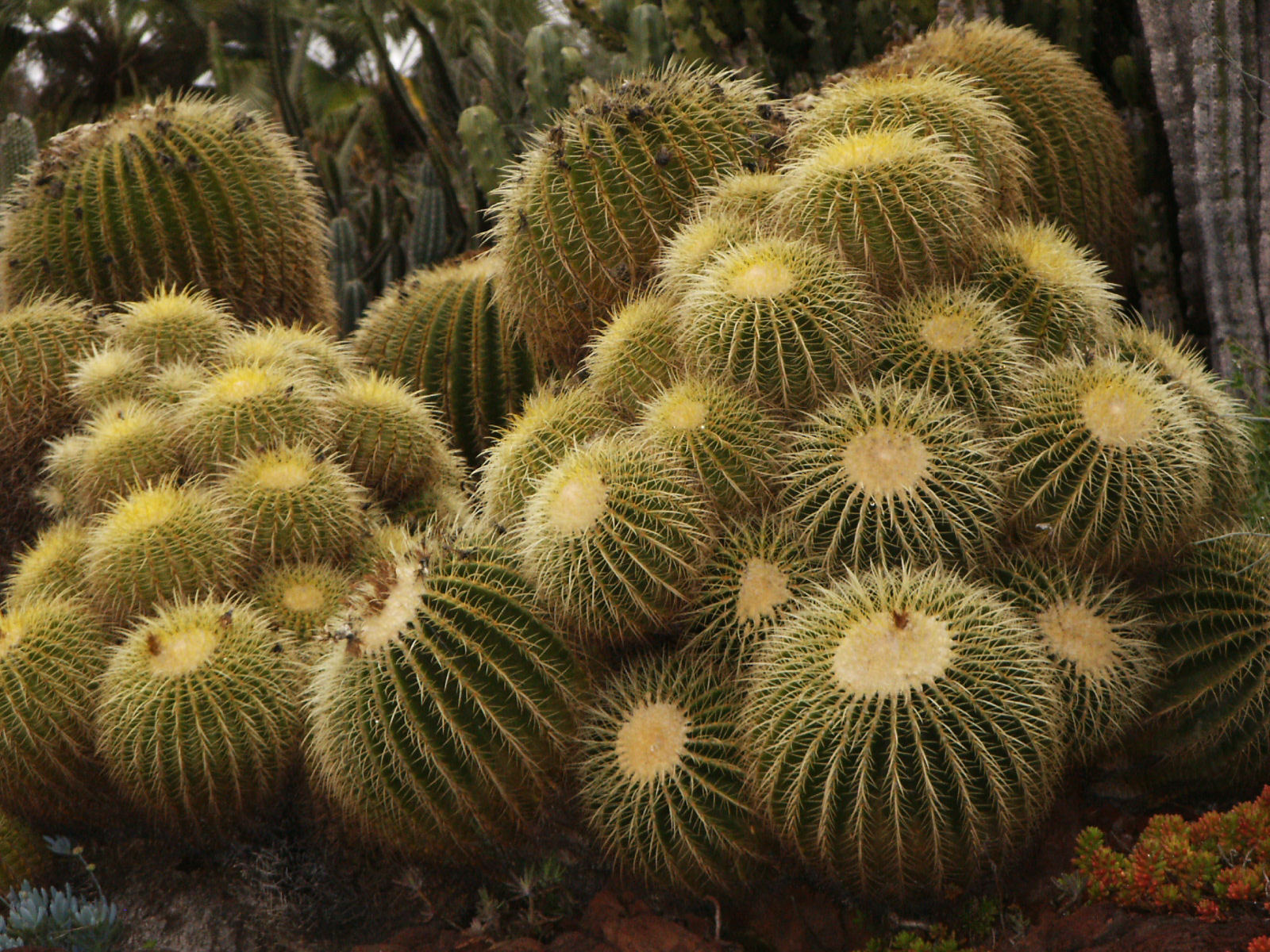
成熟した株の群生 - ハンティントン砂漠植物園、カリフォルニア州
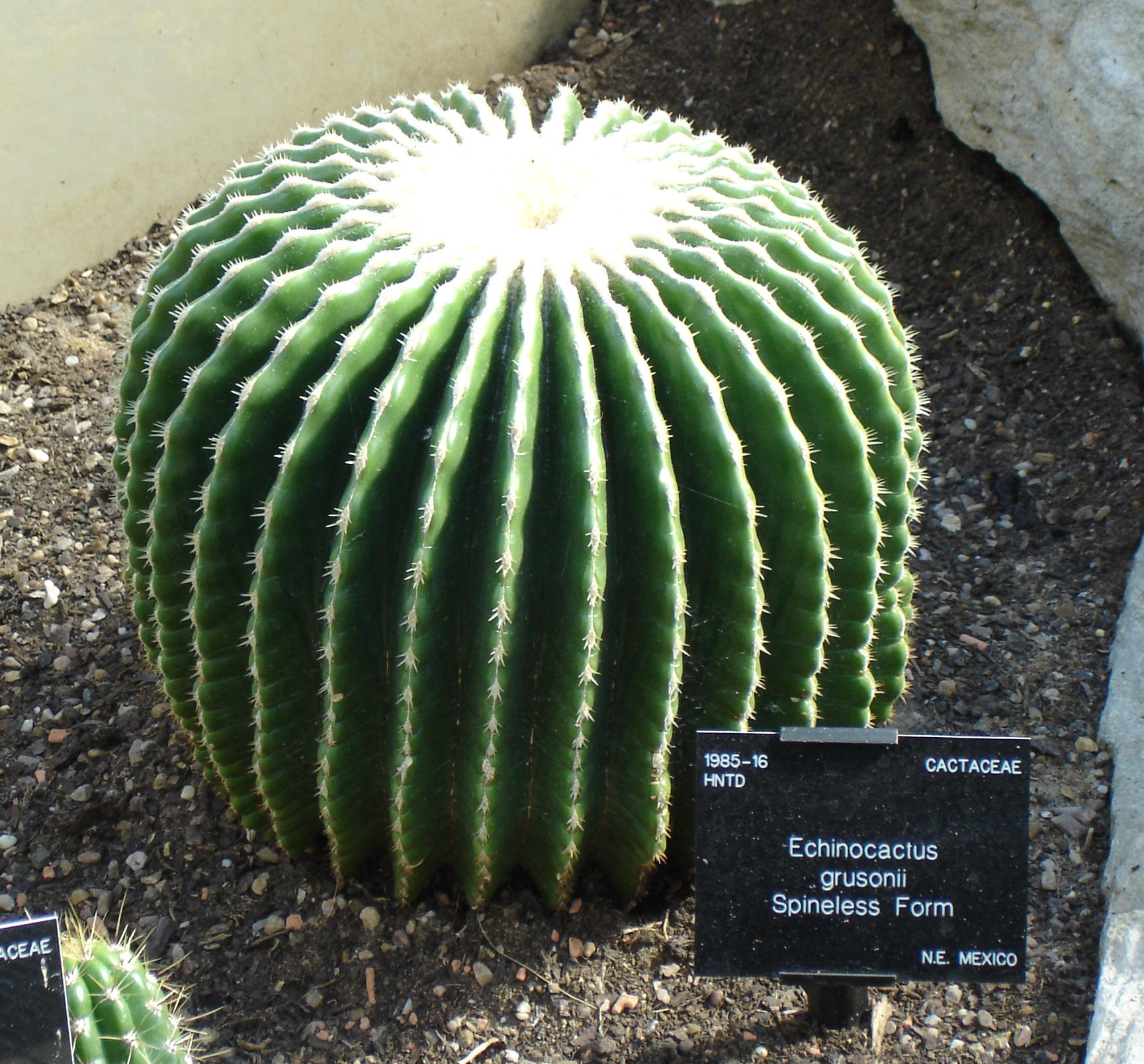
白色で棘の無い株 - キューガーデン（王立植物園、イギリス）
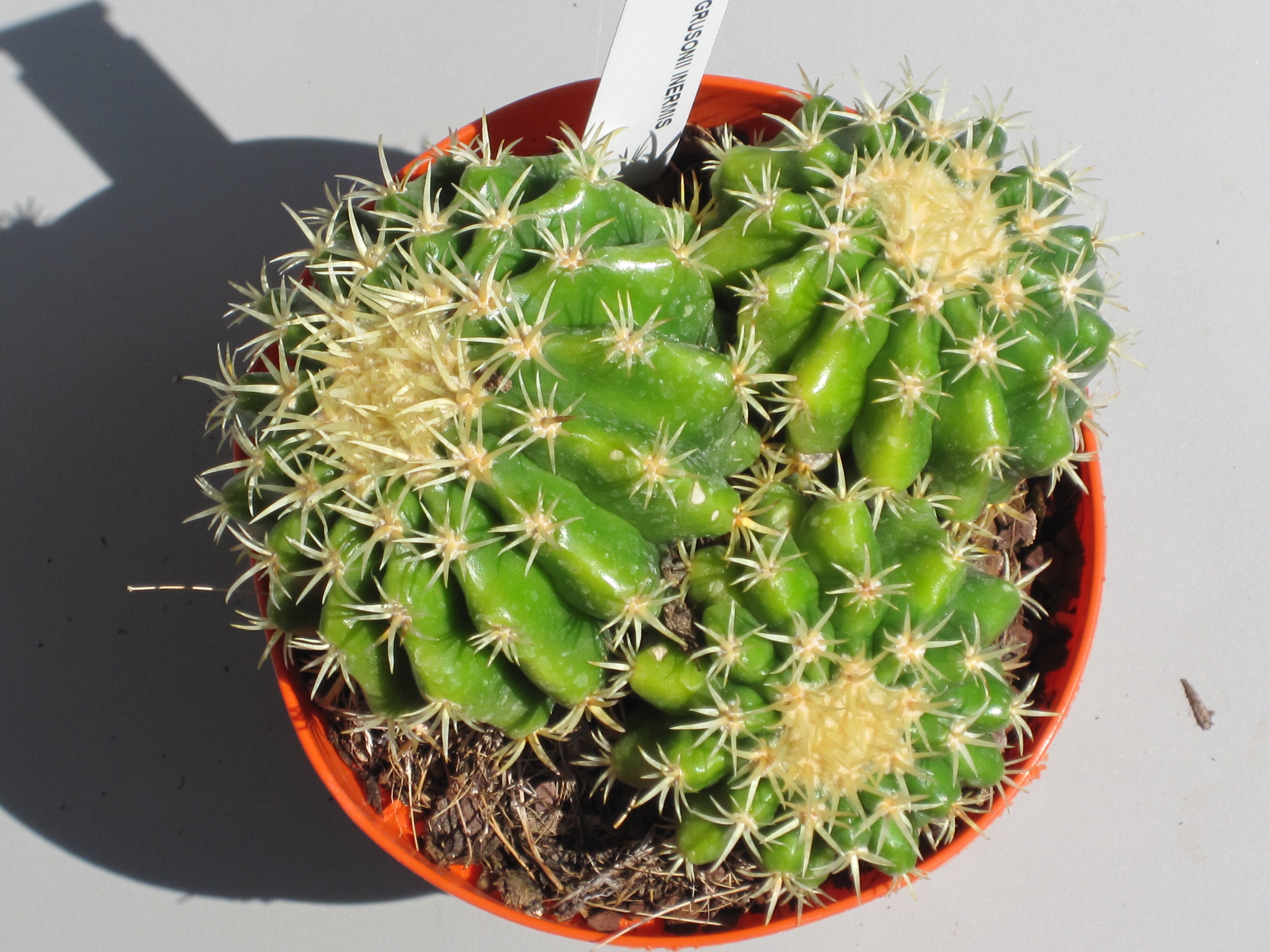
Echinocactus grusonii v. inermis
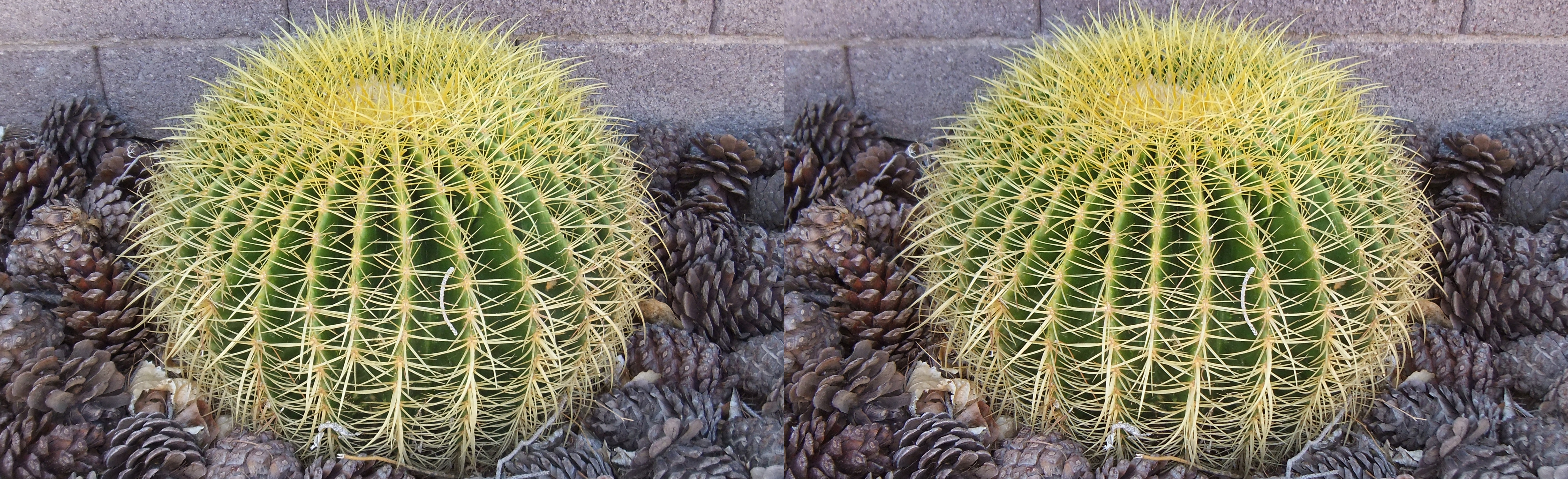
交差法で立体視
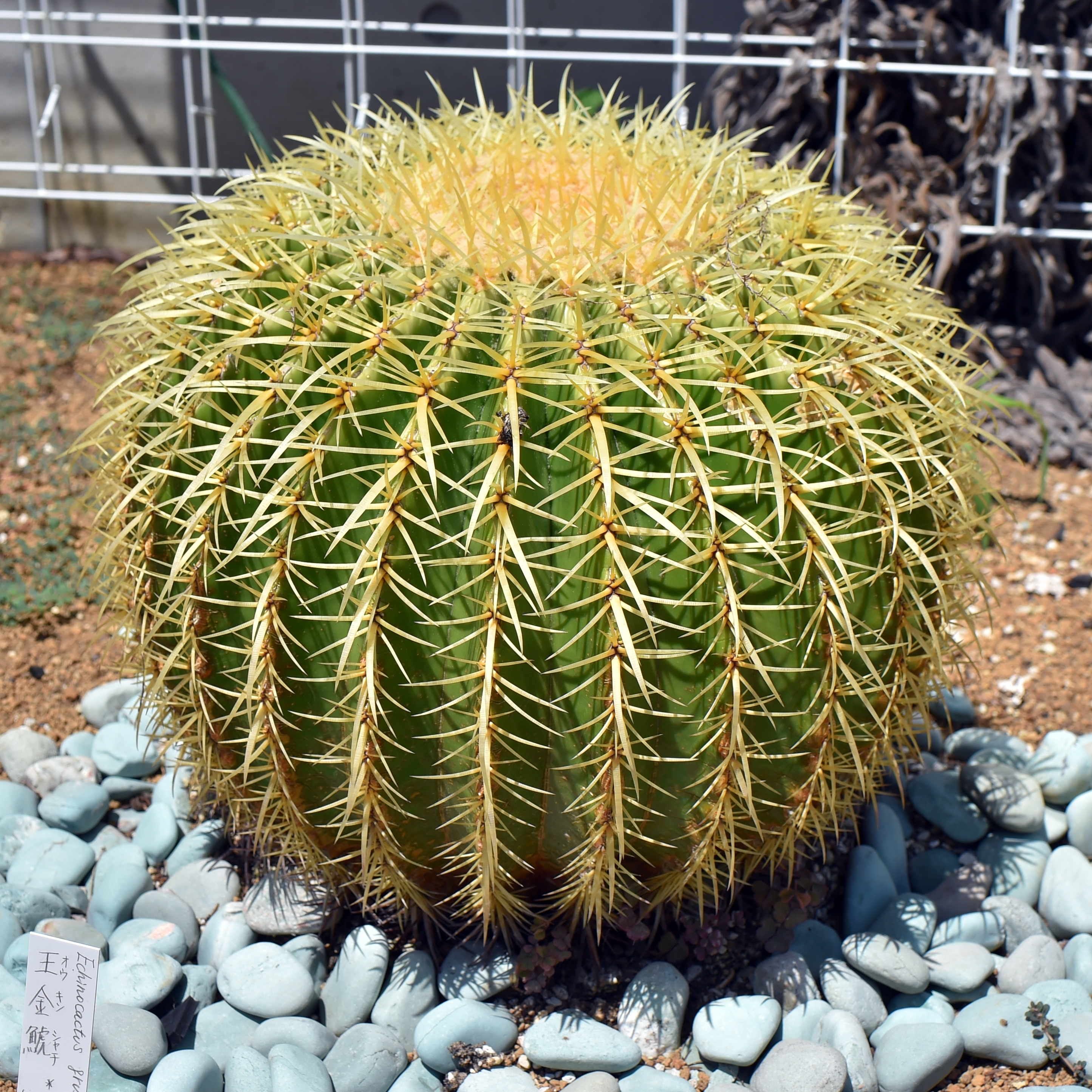
変種のひとつオウキンシャチ（王金鯱） - 水戸市植物公園
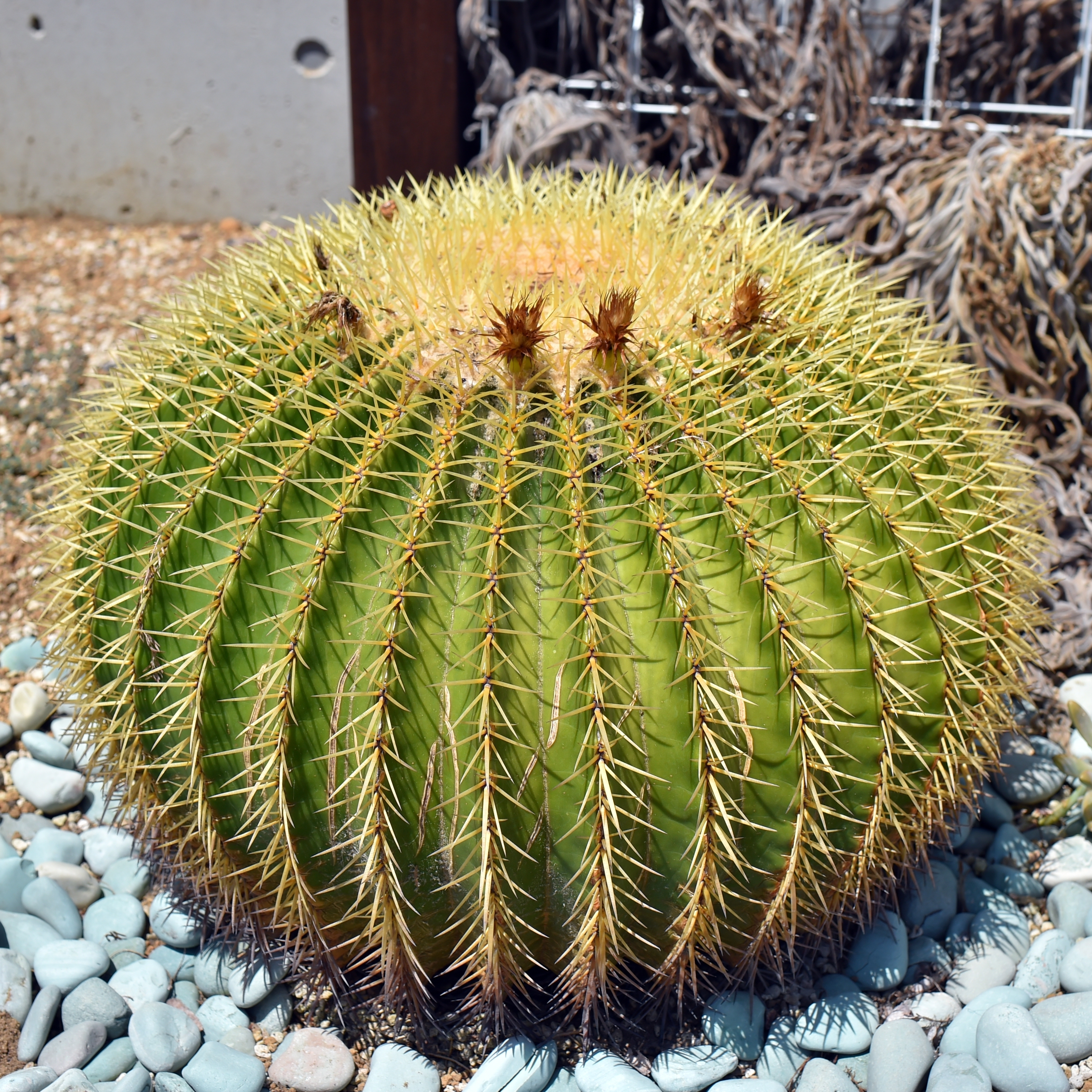
タンシキンシャチ（短棘金鯱） - 水戸市植物公園

各部位

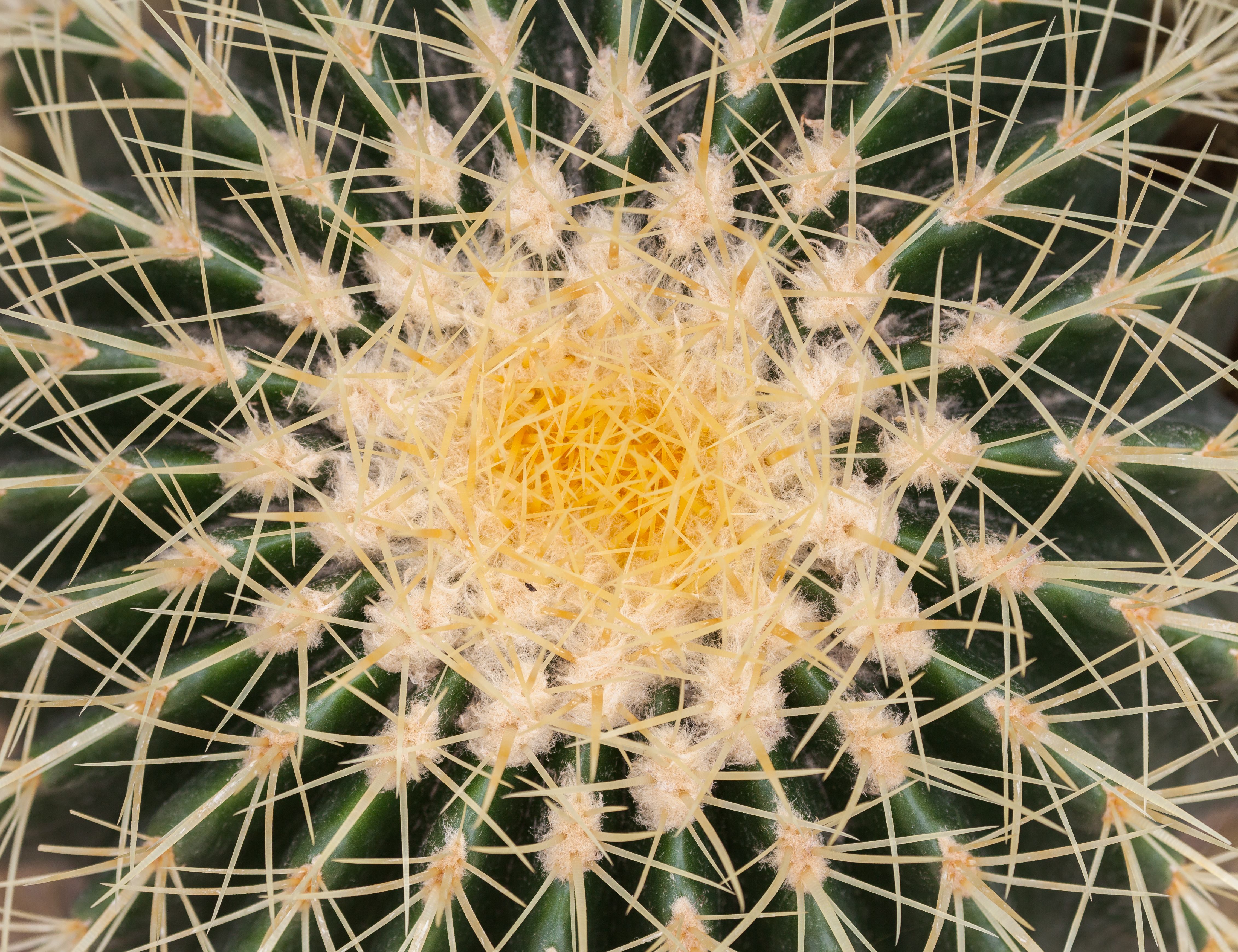
頂部
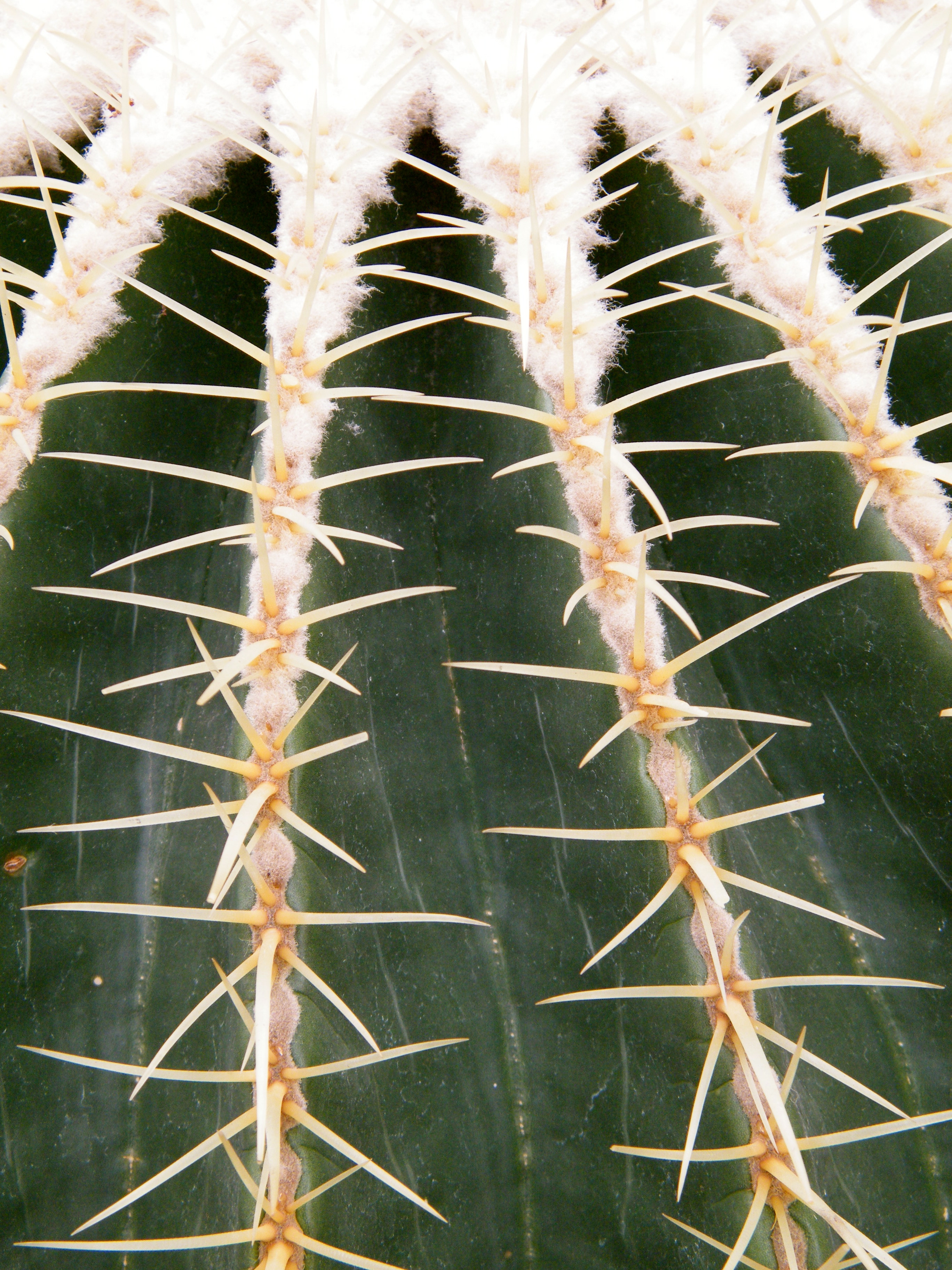
棘
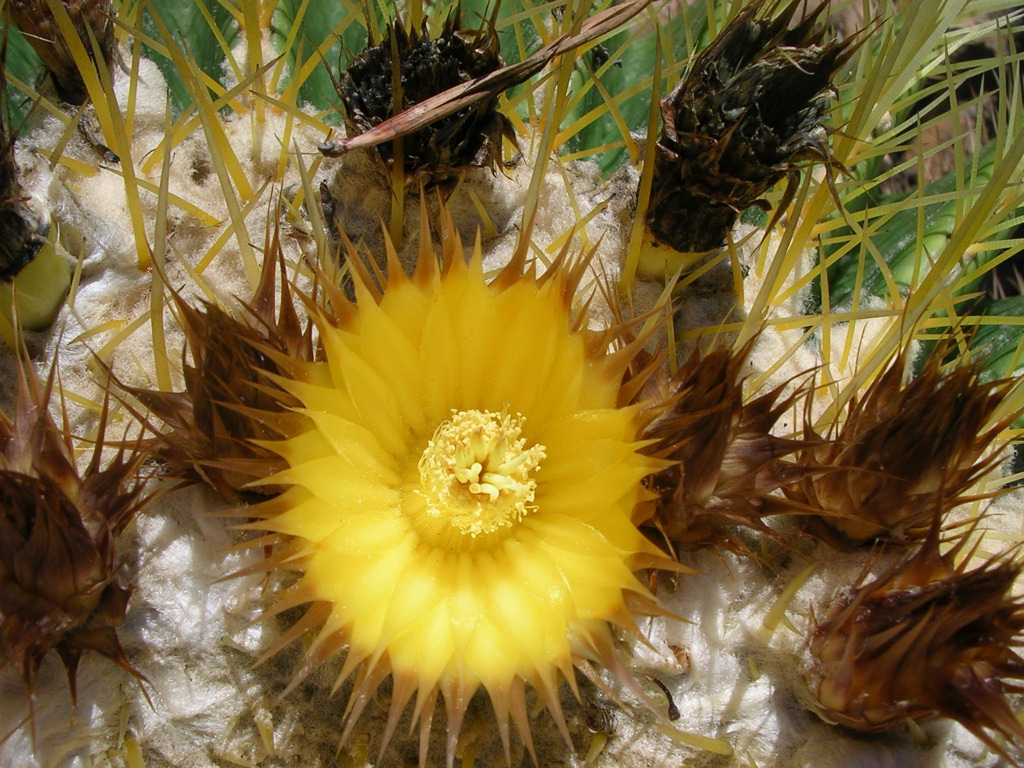
花
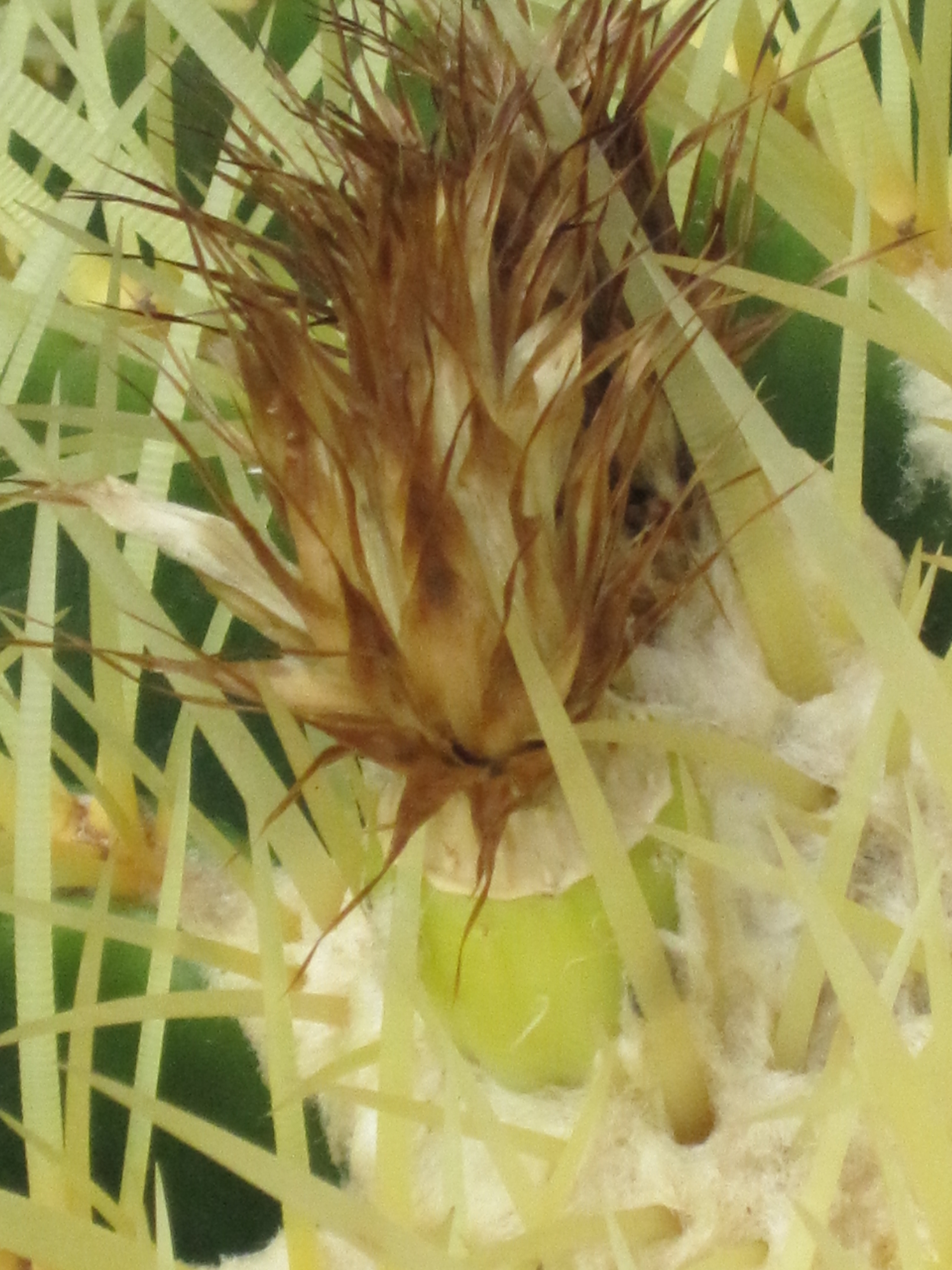
果実
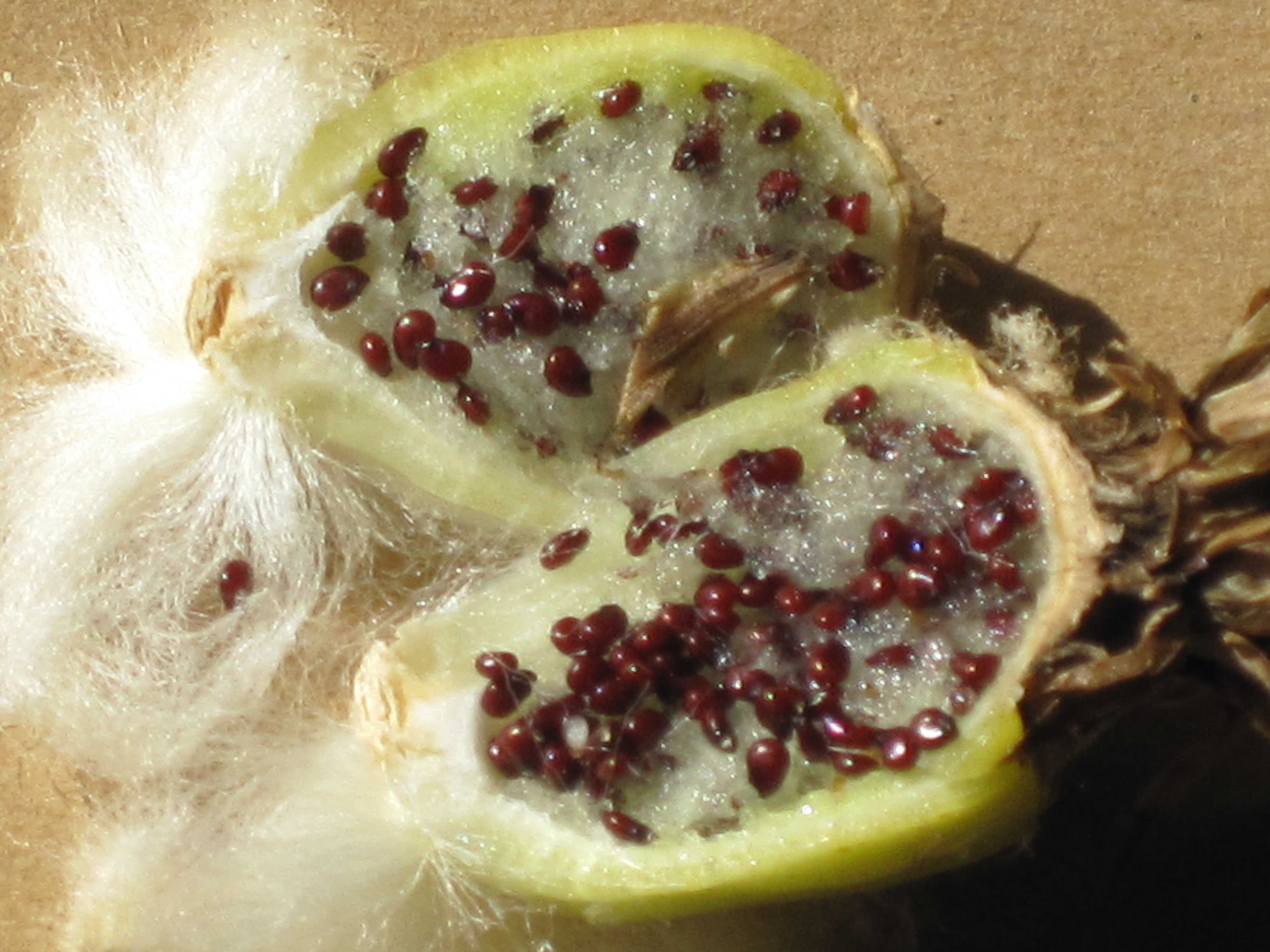
種